# 16967 Marcosbosso
16967 Marcosbosso è un asteroide della fascia principale. Scoperto nel 1998, presenta un'orbita caratterizzata da un semiasse maggiore pari a 2,2937730 UA e da un'eccentricità di 0,0866110, inclinata di 3,00634° rispetto all'eclittica.